# Лераціоміцес
Лераціоміцес (Leratiomyces) — рід грибів родини Strophariaceae. Назва вперше опублікована 1998 року.

## Поширення та середовище існування
В Україні зростає лераціоміцес лускатий (Leratiomyces squamosus).

## Галерея

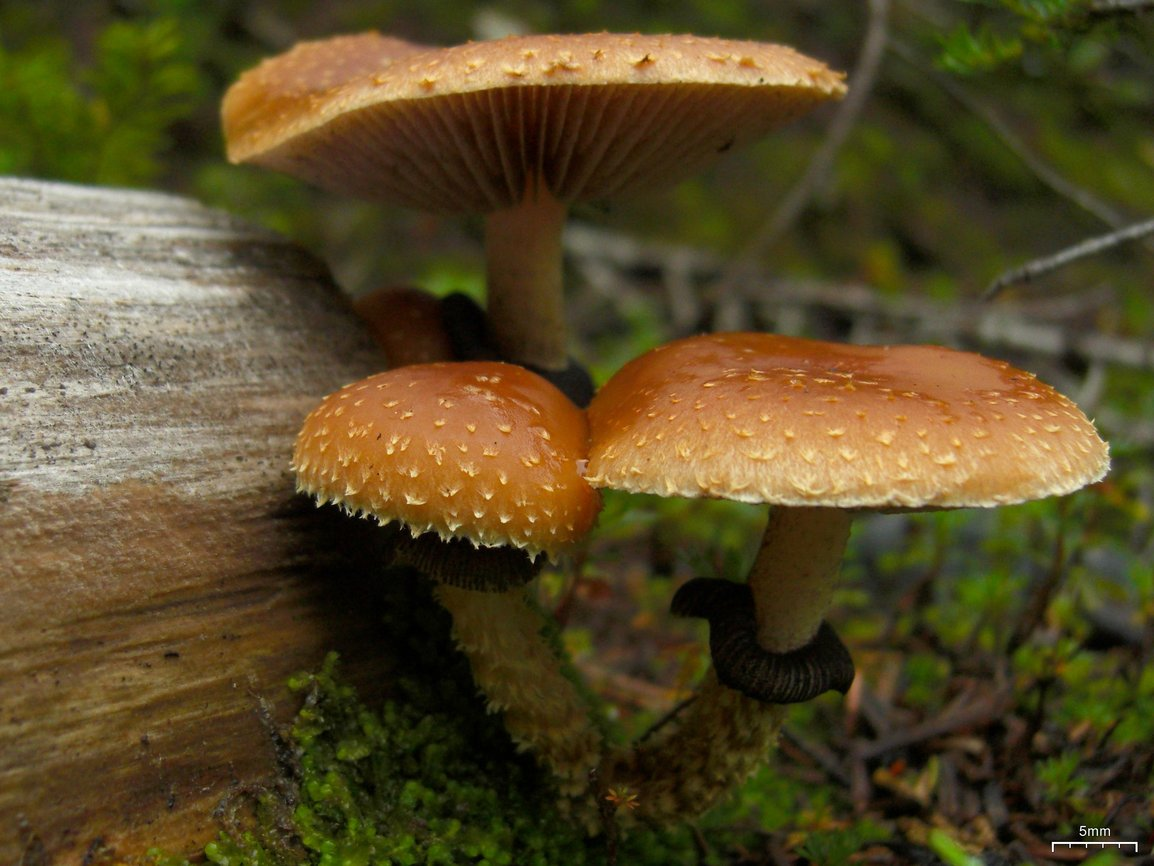
Leratiomyces squamosus
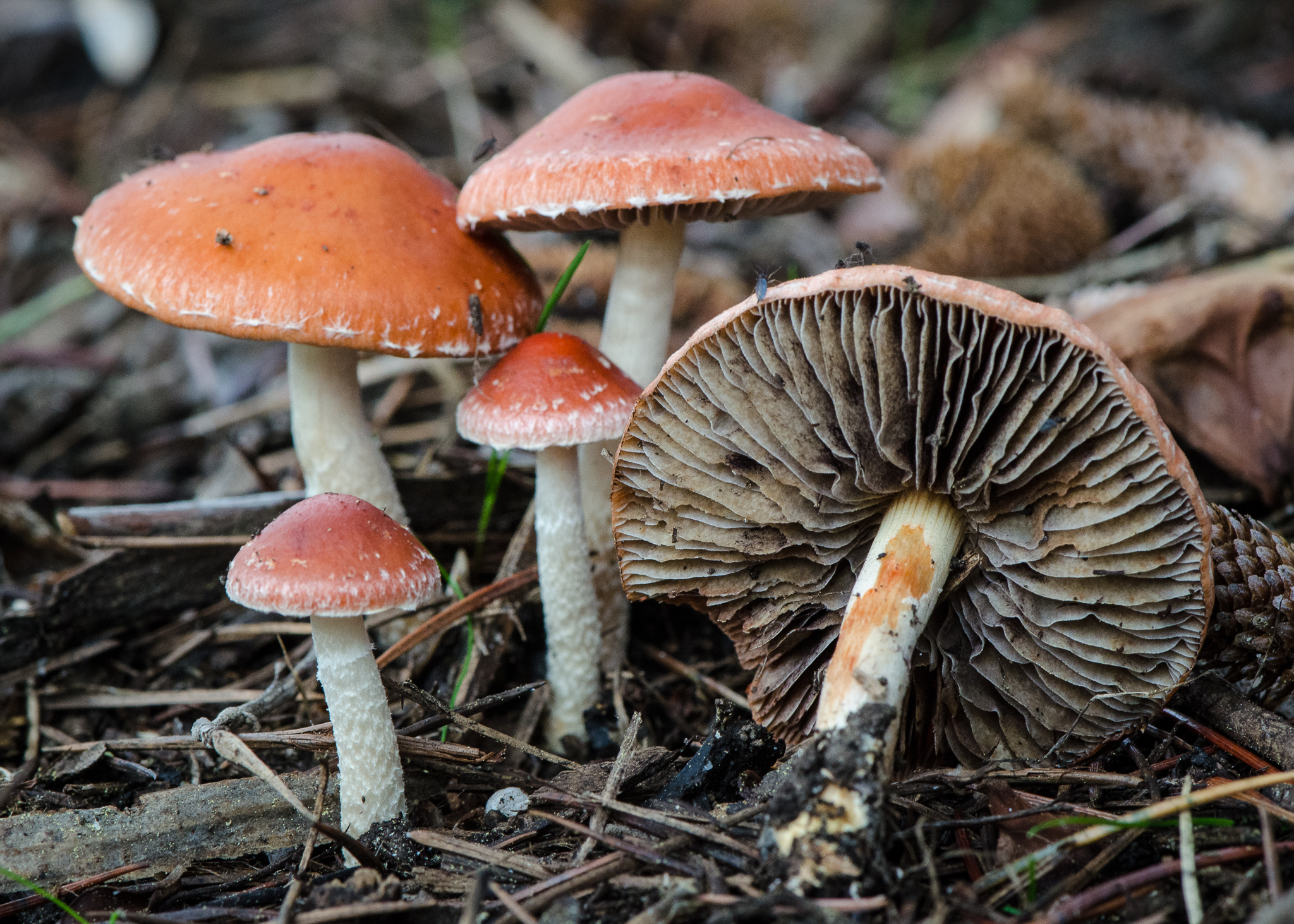
Leratiomyces ceres
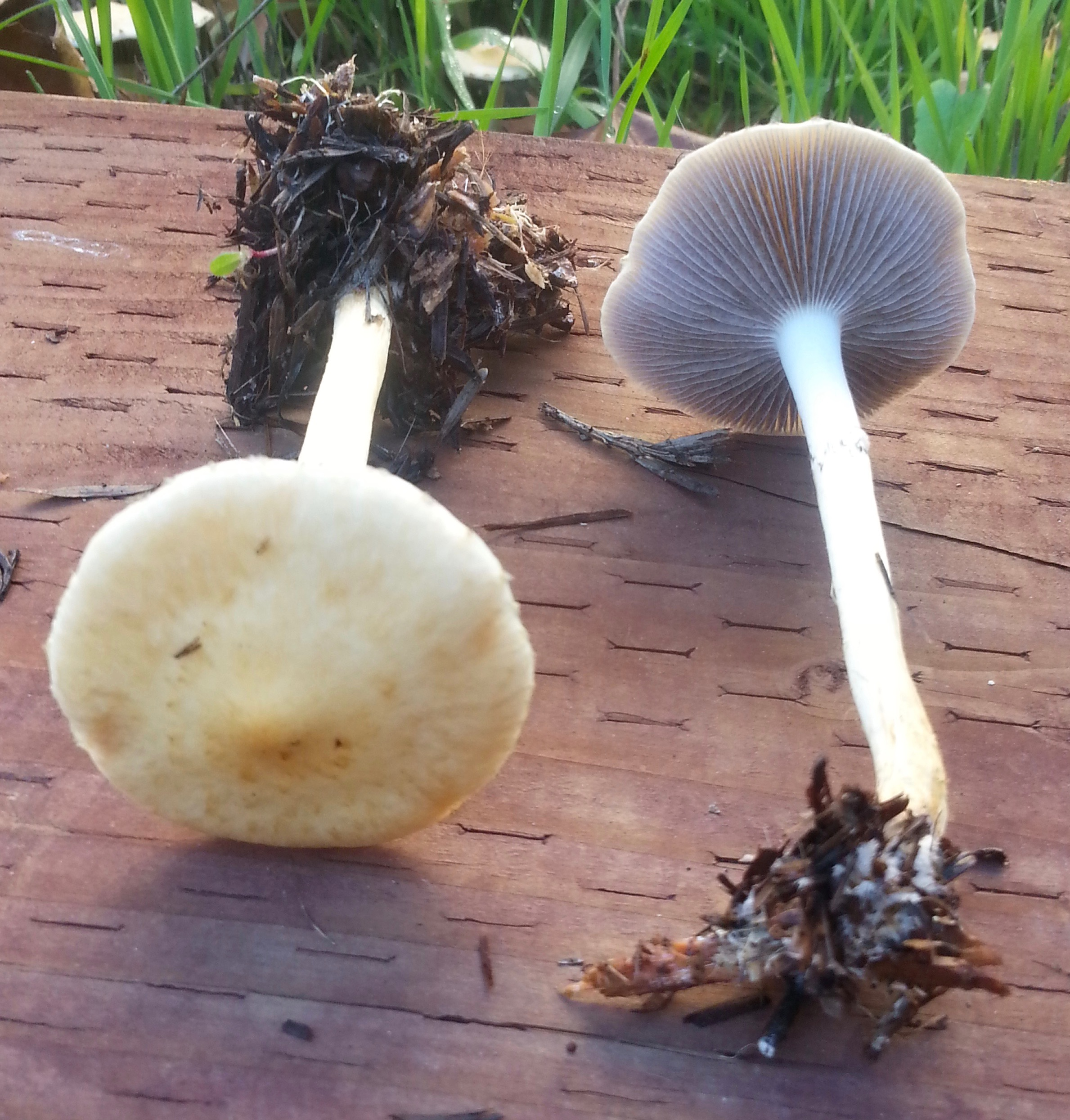
Leratiomyces percevalii